# Gábor Miklya
Gábor Pál Miklya (* 1971, Békéscsaba, Maďarsko) je maďarský sochař.

## Životopis a dílo
Narodil se v roce 1971 v Békéscsabě v Maďarsku. Gábor Miklya studoval na Pécsské univerzitě na výtvarném oddělení a studia ukončil v roce 1996. Následně absolvoval mistrovský postgraduální kurs ve Villány, který ukončil v roce 1999. Umělecky se orientuje převážně na práci s kamenem. Samostatné výstavy: 1996 - Békécsaba, 2000 - Pécs aj. Díla předváděl na několika domácích a zahraničních symposiích.
V letech 2011 a 2016 se aktivně zúčastnil mezinárodního sochařského sympozia v Plesné u Ostravy, kde jeho sochy "Polámaná kola" a "Žihadlo" jsou instalovány v ostravském veřejném prostoru. "Polámaná kola" jsou součástí Univerzitního muzea VŠB – Technické univerzity Ostrava v Ostravě-Porubě a "Žihadlo" je součástí Sochařského parku Plesná.
V roce 2012 se aktivně zúčastnil mezinárodního výtvarného sympozia Beskydské výtvarné léto v Čeladné, kde byl prvním zástupcem Maďarska v historii tohoto sympozia.
V roce 2019 se aktivně zúčastnil mezinárodního sympozia Těrlicko Landek, kde vytvořil sochu "Tajemství".
Další jeho dílo "Hnízdo" je umístěné v Sochařském parku U Svatého Gotharda v Hořicích.

## Galerie

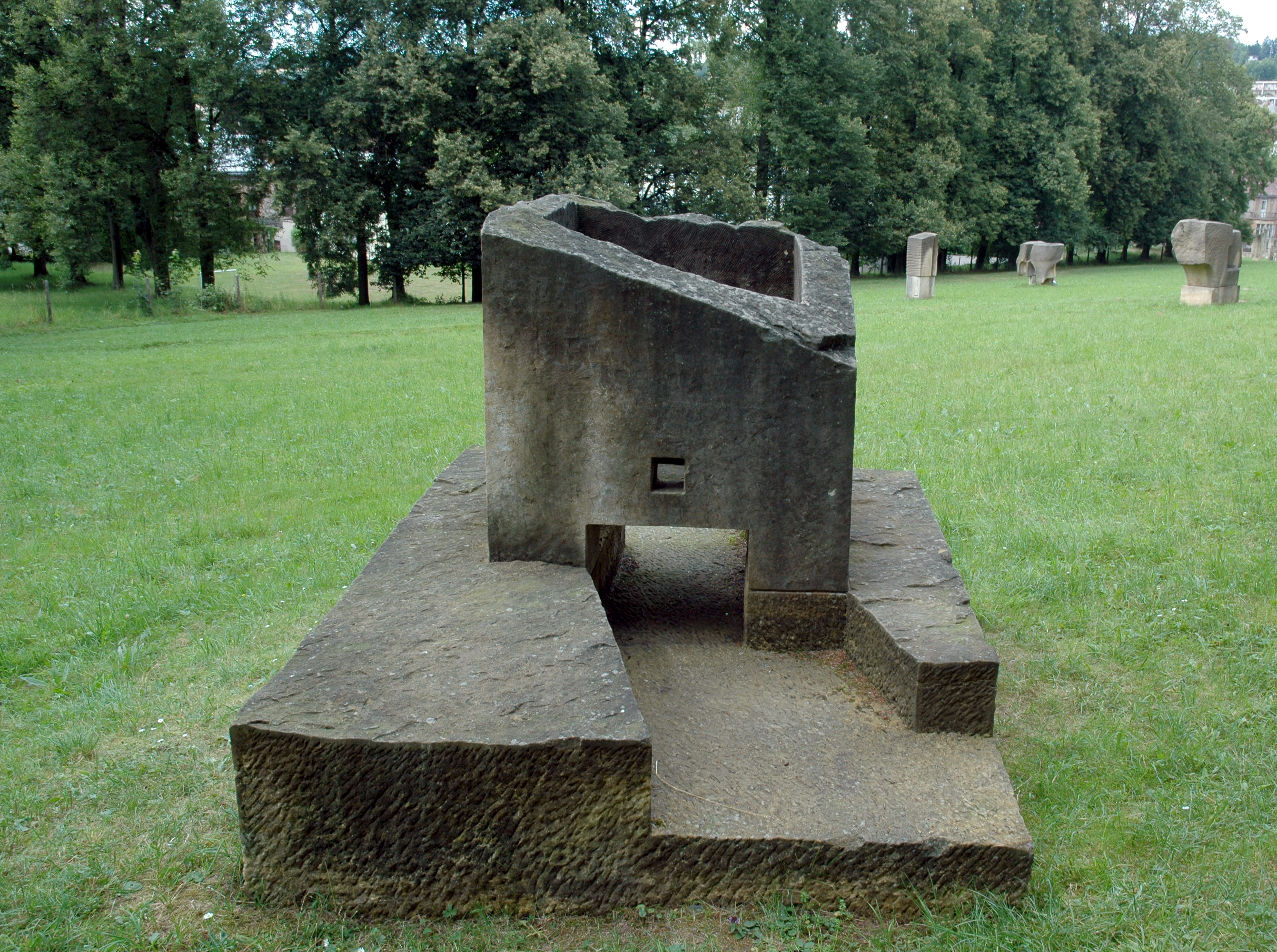
Hnízdo, Sochařský park U Svatého Gotharda v Hořicích
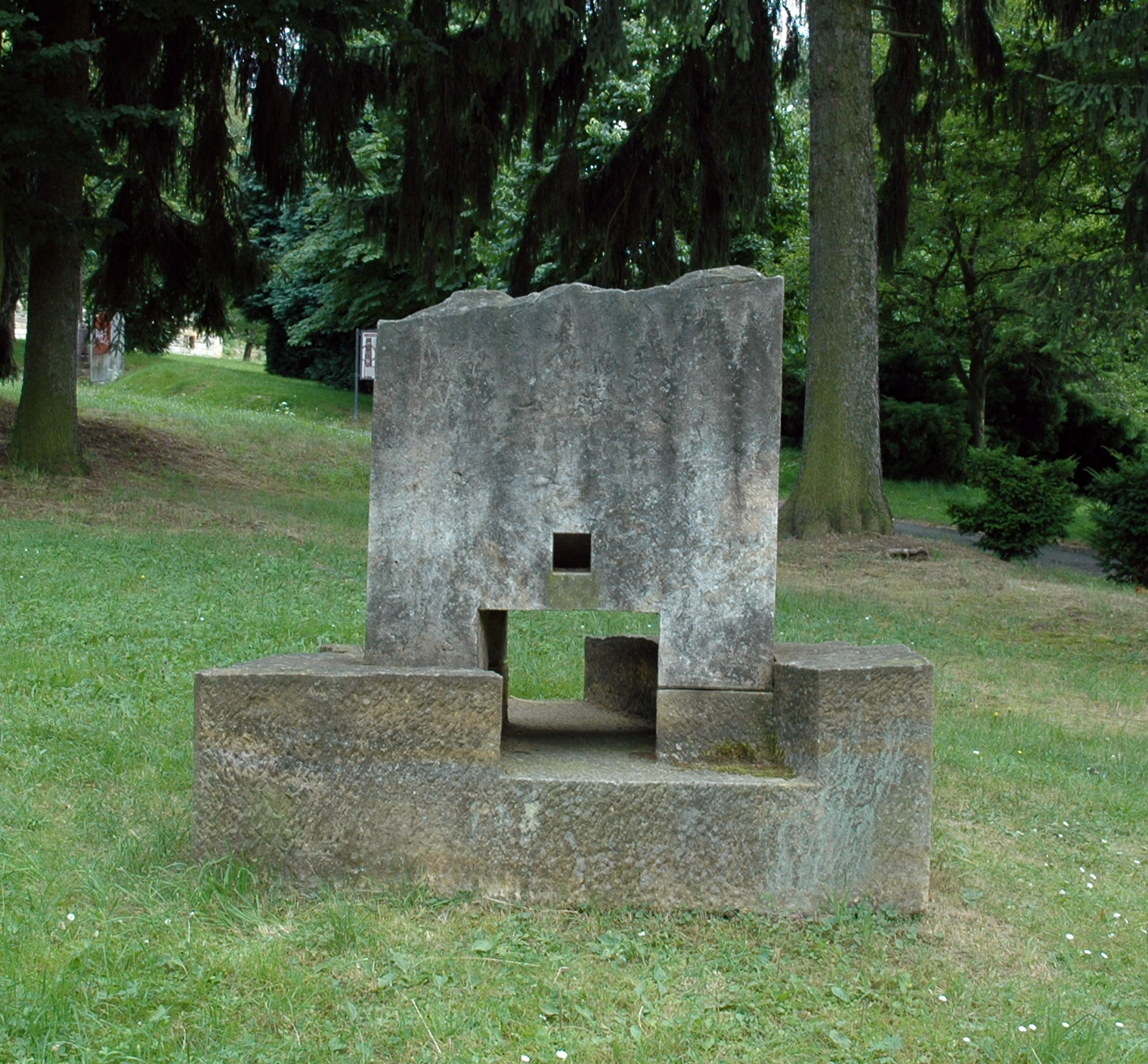
Hnízdo, Sochařský park U Svatého Gotharda v Hořicích
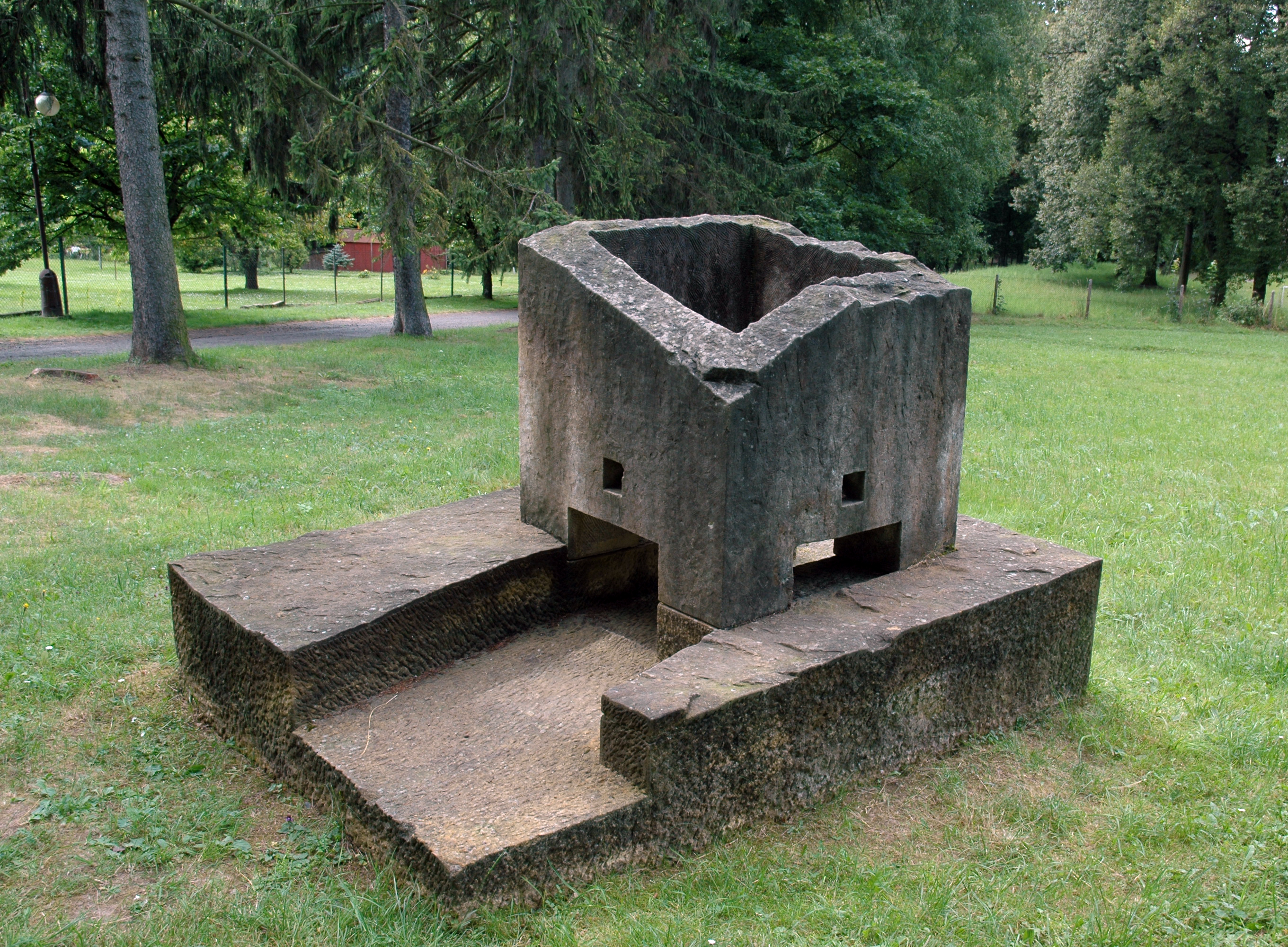
Hnízdo, Sochařský park U Svatého Gotharda v Hořicích
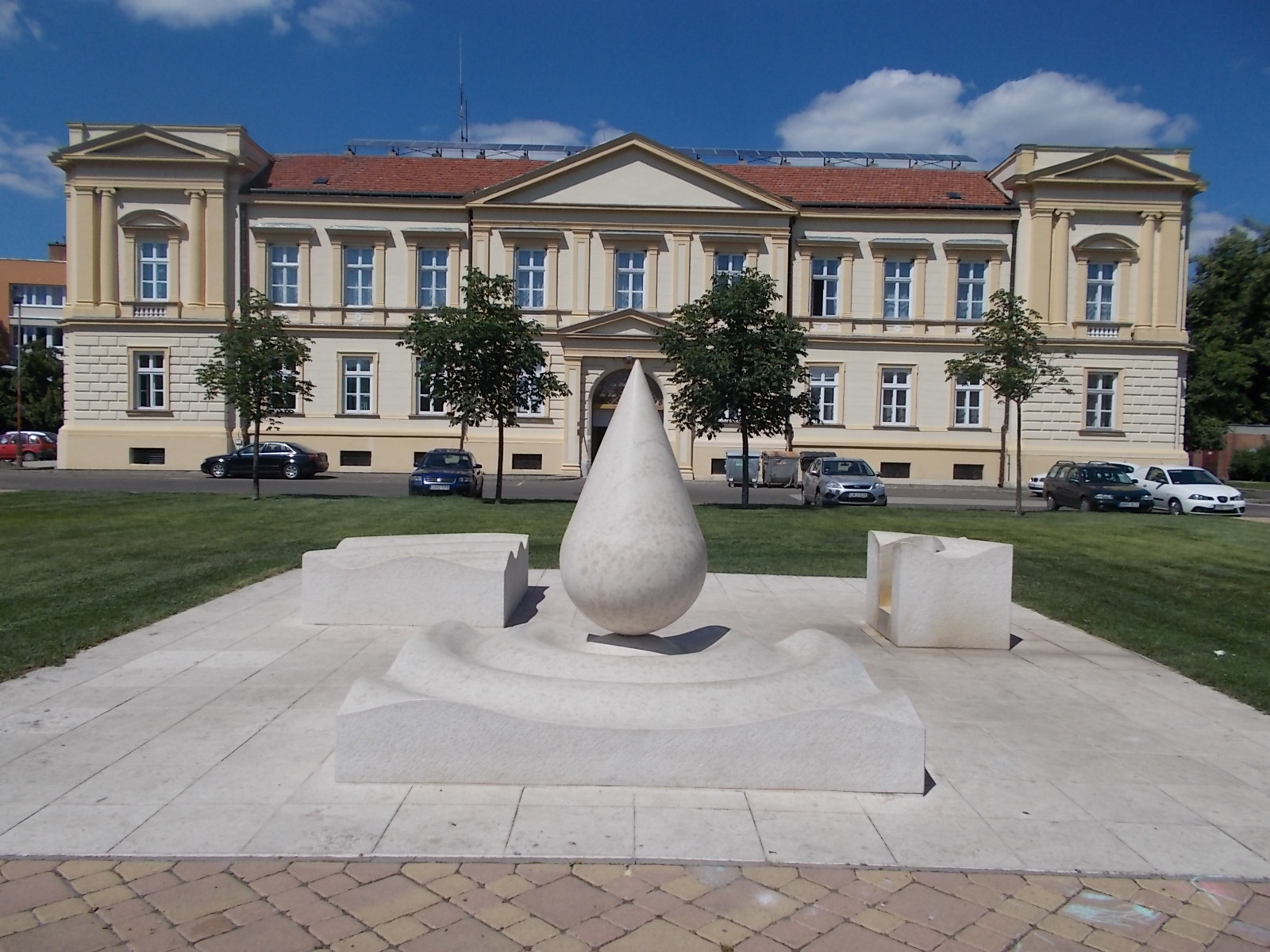
Béres well, Gábor Miklya a Jász-Nagykun-Szolnok County Hall, 2017 Szolnok
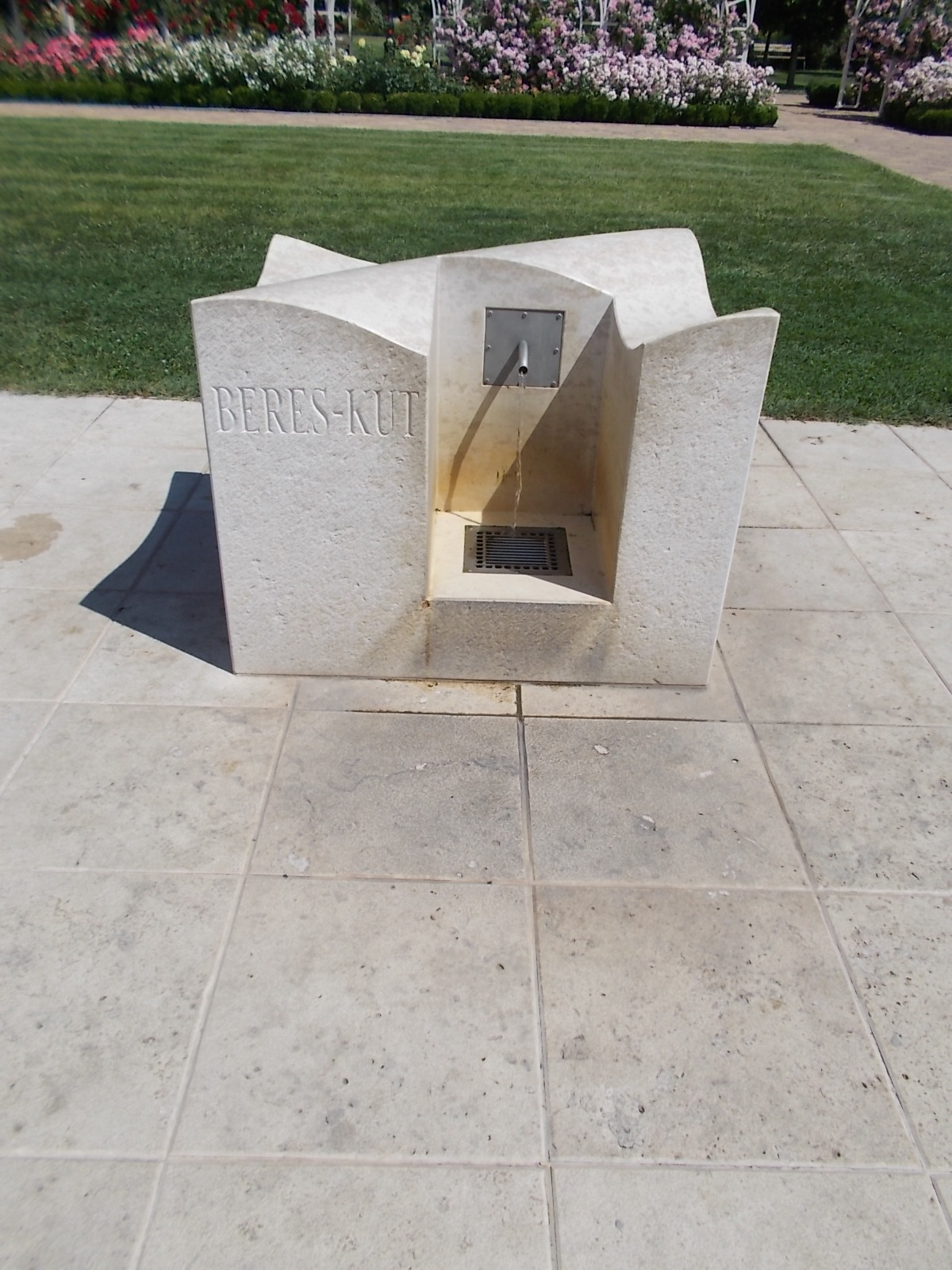
Béres well, Gábor Miklya a Jász-Nagykun-Szolnok County Hall, 2017 Szolnok
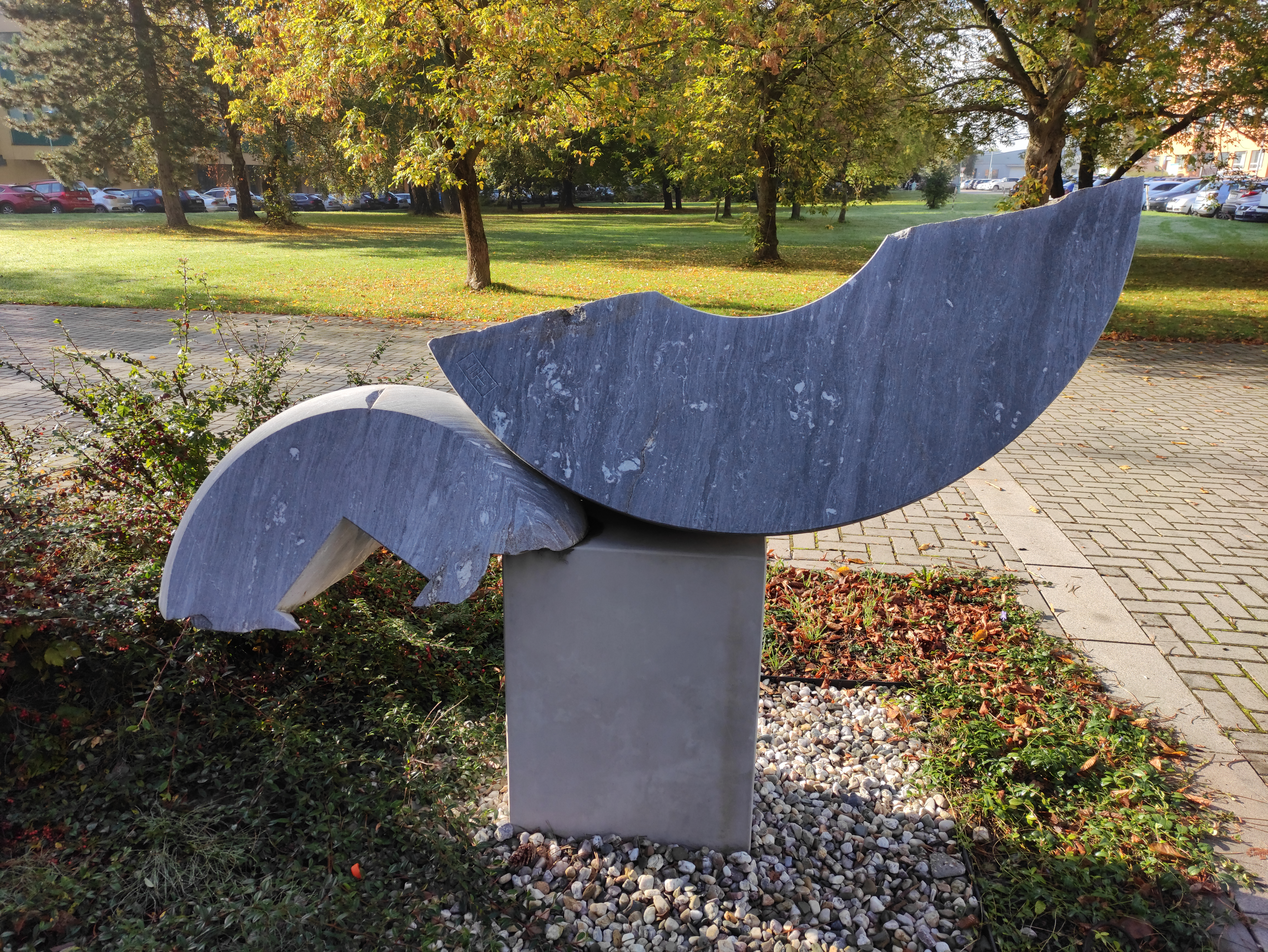
Polámaná kola, VŠB - Technická univerzita Ostrava, Ostrava-Poruba